# 漢字の日
漢字の日（かんじのひ）とは、財団法人日本漢字能力検定協会が1995年（平成7年）に制定した記念日である。毎年12月12日。「いい字一字」が「1（いい）2（じ）1（いち）2（じ）」の語呂合わせになることにちなむ。
日本漢字能力検定協会では、毎年その年の世相を象徴する「今年を表現する漢字（今年の漢字）」を全国から募集し、この日に併せ、京都市の清水寺で発表することになっている。